# 後藤総一郎
後藤総一郎（ごとう そういちろう、1933年12月5日 - 2003年1月12日）は、日本の思想史学者。

## 来歴
長野県下伊那郡和田組合村遠山郷（現飯田市）出身。1952年長野県飯田東高等学校（現長野県飯田高等学校）卒業。病気療養を経て、1955年明治大学法学部入学後、同大学政治経済学部に再入学。東京教育大学講師、明治大学政治経済学部助教授、1987年同教授。1996-1999年に図書館長。1990年-2003年1月柳田國男記念伊那民俗学研究所初代所長。
橋川文三に師事、柳田國男研究を軸に『全集』（筑摩書房）編集委員を務め、「柳田國男研究会」、市民講座「常民大学」を主宰した。2003年神奈川県鎌倉市の病院で悪性リンパ腫のため死去。

## 著書
- 『柳田国男論序説』伝統と現代社 1972
- 『常民の思想 民衆思想史への視角』風媒社　1974
- 『天皇神学の形成と批判』イザラ書房　1975
- 『柳田学の思想的展開』伝統と現代社 1976
- 『遠山物語 ムラの思想史』信濃毎日新聞社　1979、ちくま学芸文庫 1995
- 『郷土研究の思想と方法』伝統と現代社　1981
- 『柳田国男論』恒文社　1987
- 『天皇制国家の形成と民衆』恒文社　1988
- 『神のかよい路 天竜水系の世界観』淡交社　1990
- 『柳田学の地平線 信州伊那谷と常民大学』信濃毎日新聞社　2000
- 『伊那谷の民俗と思想』南信州新聞社出版局　2003
- 『柳田国男と現代』石井正己編　遠野物語研究所　2007

## 編著・共編著
- 『人と思想 柳田国男』　三一書房　1972
- 『柳田国男の学問形成 共同研究』白鯨社　1975
- 『生活者の学び 六常民大学合同研究会記録』伝統と現代社　1984
- 『柳田国男研究資料集成』（全20巻 別巻2）　日本図書センター　1987
- 『遠山の霜月祭考』遠山常民大学共編　伊那民俗ブックス：遠山常民大学　1993
- 『柳田国男をよむ 日本人のこころを知る』　情報源…をよむ：アテネ書房　1995
- 『飯田・下伊那新聞雑誌発達史 郷土百年のジャーナリズム』南信州新聞社出版局　1997
- 『常民大学の学問と思想 柳田学と生活者の学問・25年の史譜』常民大学合同研究会共編著　常民大学合同研究会事務局　1997
- 『報道の記録 常民大学の学問と思想・第三部』常民大学合同研究会共編著　常民大学合同研究会事務局　1997
- 『柳田学前史』岩田書院　2000　常民大学研究紀要
- 『柳田国男のアジア認識』岩田書院　2001　常民大学研究紀要
- 『柳田国男と現代』岩田書院　2002　常民大学研究紀要
- 『柳田学の地平』岩田書院　2003　常民大学研究紀要
- 『柳田学から常民の学へ』岩田書院　2005　常民大学研究紀要
- 『常民史学への視座　後藤総一郎 人と思想』後藤総一郎先生追悼集刊行会編・刊 2004.11

## 参考
- デジタル版日本人名大事典:
- 後藤総一郎先生 略年譜 (追悼 後藤総一郎先生) 伊那民俗研究 2003-06